# Les Voyous de Brooklyn
Pour plus de détails, voir Fiche technique et Distribution.
Les Voyous de Brooklyn (Deuces Wild) est un film américain réalisé par Scott Kalvert, sorti en 2002.

## Synopsis
New York. Été 1958. Bobby est un jeune homme qui vit à Brooklyn et tombe amoureux de sa voisine qui n'est d'autre que la sœur d'un gang rival qui règne dans le quartier. Les Deuces, une bande de jeunes mené par Leon, le grand frère de Bobby, refusent que cette bande de trafiquants de drogues fasse régner la loi chez eux. Un jour, Bobby tente d'éliminer deux membres de ce groupe ce qui déclenchera la guerre entre les Deuces et les dealers.

## Fiche technique
- Titre : Les Voyous de Brooklyn
- Titre original : Deuces Wild
- Réalisation : Scott Kalvert
- Scénario : Paul Kimatian et Christopher Gambale
- Musique : Stewart Copeland
- Directeur de la photographie : John A. Alonzo
- Montage : Michael R. Miller
- Producteur : Michael Cerenzie, Willi Baer, Fred Caruso et Paul Kimatian
- Société de distribution : Metro-Goldwyn-Mayer et United Artists
- Pays d'origine :  États-Unis
- Format : Couleurs - 1.78:1 - 35mm - son Dolby numérique mono
- Genre : Action, thriller
- Durée : 98 minutes
- Dates de sortie en salles :
  -  États-Unis : 3 mai 2002
  -  France : 29 janvier 2004 (DVD)

## Distribution
- Brad Renfro (VQ : Patrice Dubois) : Bobby
- Stephen Dorff (VQ : Antoine Durand) : Leon
- Fairuza Balk (VQ : Christine Bellier) : Annie
- Vincent Pastore (VQ : Stéphane Rivard) : Père Aldo
- Frankie Muniz (VQ : Émile Mailhiot) : Scooch
- Balthazar Getty (VQ : Jean-François Beaupré) : Jimmy "Pockets"
- Matt Dillon (VQ : Daniel Picard) : Fritzy
- Norman Reedus (VQ : Louis-Philippe Dandenault) : Marco
- Max Perlich (VQ : Denis Roy) : Freddie
- Drea de Matteo (VQ : Julie Burroughs) : Betsy
- Louis Lombardi (VQ : François L'Écuyer) : Philly Babe
- Deborah Harry : Wendy
- James Franco (VQ : Renaud Paradis) : Tino Verona
- Josh Leonard : Punchy
- Johnny Knoxville (VQ : Martin Watier) : Vinnie Fish
- George Georgiadis : Willie
- Jackie Tohn : Mary Ann